# Église Saint-Vozy du Puy-en-Velay
L'église Saint-Vozy du Puy-en-Velay est un monument situé dans la ville du Puy-en-Velay dans le département de la Haute-Loire.

## Histoire
Les vestiges de l'ancienne église Saint-Vozy, sur le terrain de grand séminaire, sont inscrits au titre des monuments historiques par arrêté du 23 septembre 1949.